# Trung tướng Quân đội nhân dân Việt Nam
Trung tướng Quân đội nhân dân Việt Nam là một tướng lĩnh cấp cao, có bậc quân hàm cao thứ ba trong hệ thống quân hàm Quân đội nhân dân Việt Nam với cấp hiệu 2 ngôi sao vàng.
Quân hàm Trung tướng trong Hải quân còn được gọi là Phó Đô đốc Hải quân nhân dân Việt Nam.

## Lịch sử
Cấp bậc Trung tướng được đặt ra lần đầu tiên tại Việt Nam từ năm 1946 theo Sắc lệnh số 33 của Chủ tịch Chính phủ Việt Nam Dân chủ Cộng hòa. Theo sắc lệnh này thì cấp bậc tướng lĩnh sẽ được phong bởi sắc lệnh của Chủ tịch Chính phủ, trong đó gồm cả cấp bậc Thiếu tá.

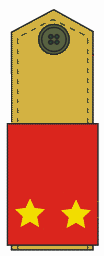
Quân hàm Trung tướng Quân đội Quốc gia Việt Nam (1946-1958)

Tuy nhiên, đến năm 1948, mới có Nguyễn Bình là quân nhân đầu tiên được phong quân hàm cấp Trung tướng.
Đến năm 1959, theo Sắc lệnh của Chủ tịch phủ số 036-SL ngày 31 tháng 8 năm 1959, có thêm bốn Trung tướng được phong: Nguyễn Văn Vịnh, Thứ trưởng Bộ Quốc phòng; Hoàng Văn Thái, Phó Tổng Tham mưu trưởng (sau lên Đại tướng); Trần Văn Trà, Phó Tổng Tham mưu trưởng (sau lên Thượng tướng); Song Hào, Phó Chủ nhiệm Tổng cục Chính trị (sau lên Thượng tướng).

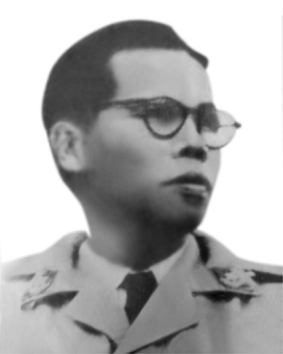
Trung tướng
Nguyễn Bình
Tư lệnh Bộ tư lệnh Nam Bộ, Tổng chỉ huy chiến trường Nam Bộ

Năm 1981, Luật về Sĩ quan Quân đội nhân dân Việt Nam có quy định bổ sung về danh xưng quân hàm Phó Đô đốc Hải quân, tương đương với cấp bậc Trung tướng. Luật này cũng quy định:
- Thẩm quyền phong và thăng quân hàm cấp bậc Đại tướng và Thượng tướng, Đô đốc Hải quân thuộc về Chủ tịch Hội đồng Nhà nước.
- Thẩm quyền phong và thăng quân hàm cấp bậc Trung tướng, Phó đô đốc hải quân và Thiếu tướng, Chuẩn đô đốc hải quân thuộc về Chủ tịch Hội đồng Bộ trưởng.[4]

Hiện nay, căn cứ theo Điều 88 Hiến pháp Việt Nam năm 2013 và cũng theo Luật Sĩ quan Quân đội nhân dân Việt Nam (sửa đổi năm 2014) các quân hàm tướng lĩnh từ Thiếu tướng đến Đại tướng đều do Chủ tịch nước, kiêm Chủ tịch Hội đồng Quốc phòng và An ninh quốc gia quyết định phong cấp, bao gồm cả cấp bậc Trung tướng, Phó Đô đốc Hải quân.

Quân hàm Trung tướng Quân đội nhân dân Việt Nam hiện nay
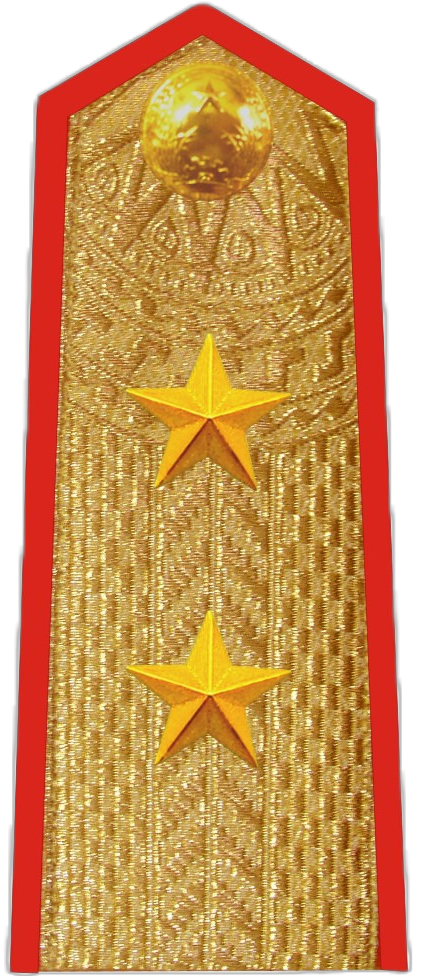
Quân hàm Trung tướng Lục quân nhân dân Việt Nam
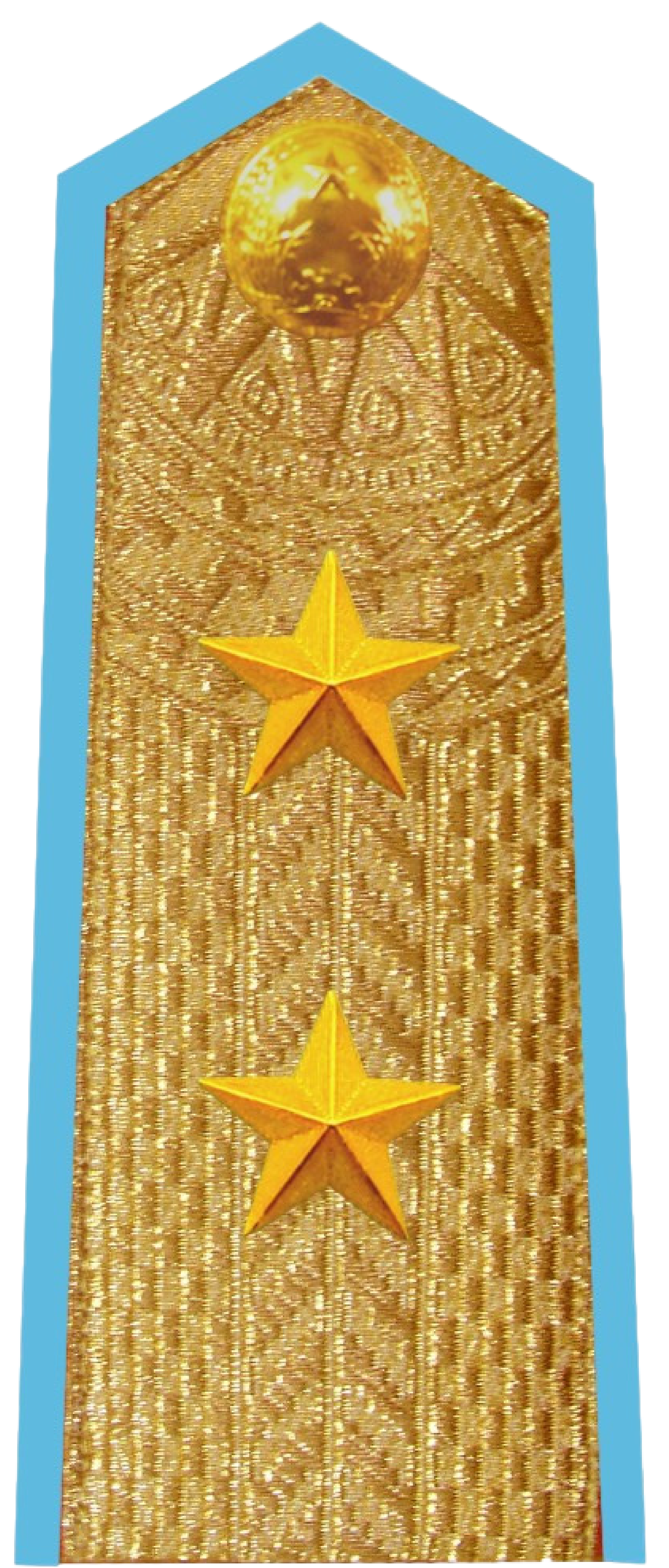
Quân hàm Trung tướng Quân chủng Phòng không - Không quân
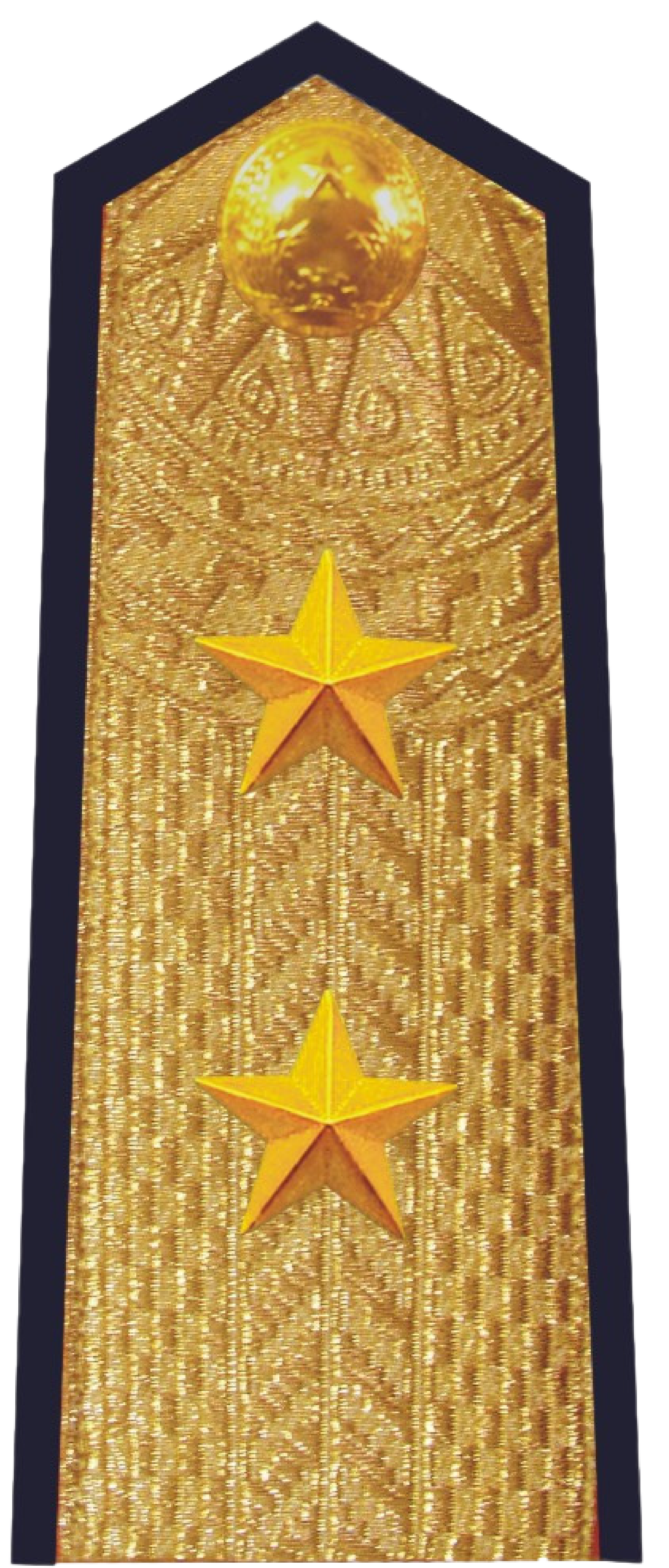
Quân hàm Phó Đô đốc Quân chủng Hải quân Việt Nam
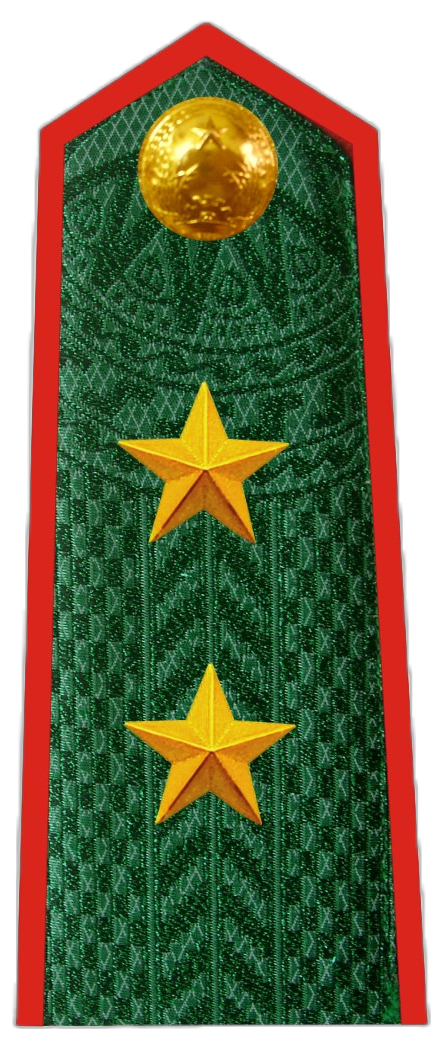
Quân hàm Trung tướng Bộ đội Biên phòng Việt Nam
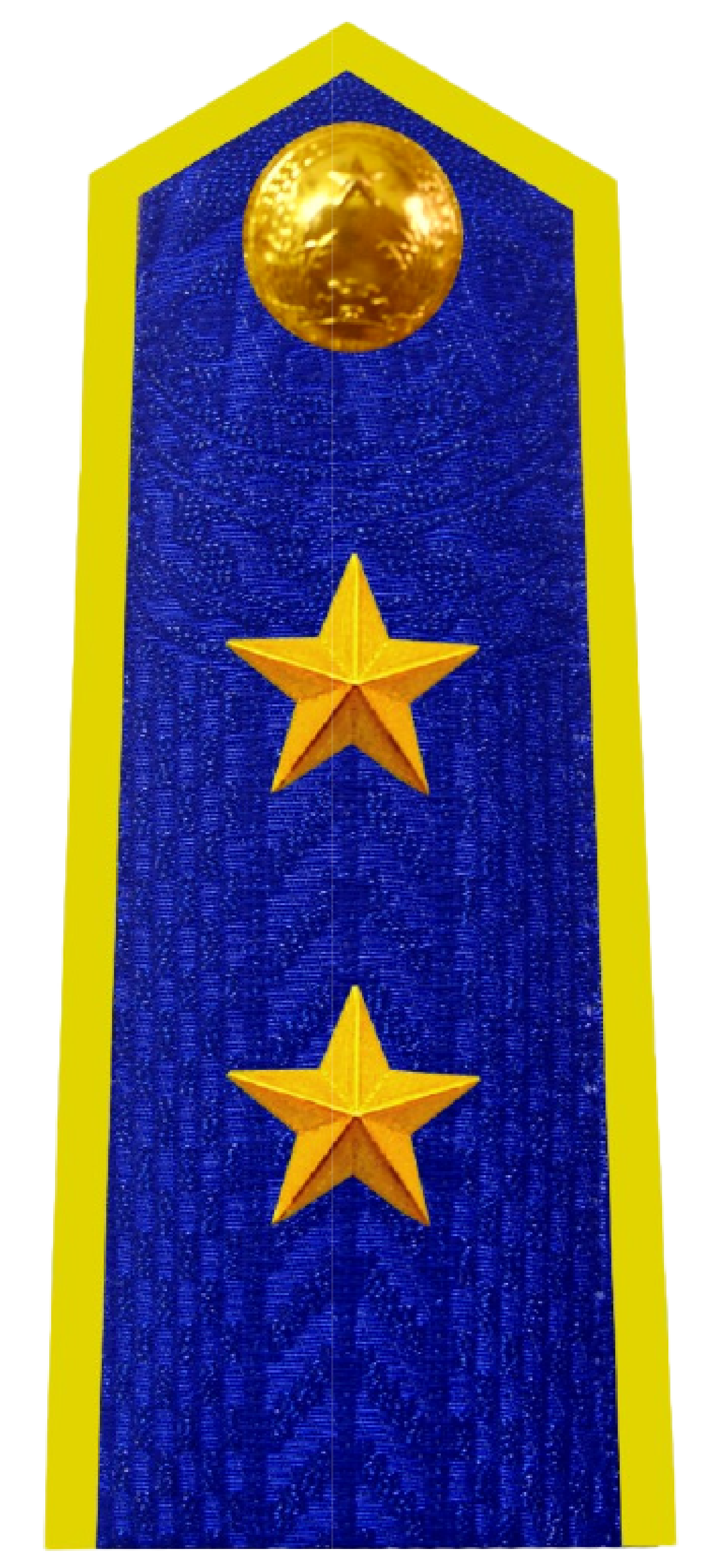
Quân hàm Trung tướng Cảnh sát biển Việt Nam

## Chức vụ được thăng quân hàm Trung tướng
Quân hàm Trung tướng thường được phong cho các sĩ quan cấp cao nắm giữ các chức vụ: Chánh Thanh tra Bộ Quốc phòng, Phó Tổng Tham mưu trưởng, Phó Chủ nhiệm Tổng cục Chính trị, Chủ nhiệm các tổng cục (Kỹ thuật, Hậu cần, Tình báo, Công nghiệp Quốc phòng), Tư lệnh Quân khu, Tư lệnh Quân đoàn, Tư lệnh Quân chủng (Hải quân, Phòng không – Không quân, Cảnh sát biển), Tư lệnh Bộ đội Biên phòng và tương đương.
Ngoài ra Phó Giám đốc và Phó Chính ủy Học viện Quốc phòng và Giám đốc, Chính ủy các Học viện quân sự trực thuộc Bộ Quốc phòng, Cục trưởng một số Cục loại 1 cũng được phong Trung tướng.
Trong lịch sử quân đội, một số chức vụ có trần Thiếu tướng cũng có thể thăng hàm Trung tướng như Trung tướng Nguyễn Anh Đệ (Tư lệnh Binh chủng Đặc công), Trung tướng Đàm Văn Ngụy (thăng khi đang làm Phó Tư lệnh Quân khu), Trung tướng Nguyễn Văn Thành (Khi đang làm Tư lệnh Quân đoàn 4), Phó Đô đốc Phạm Ngọc Minh (Khi đang làm Phó Tư lệnh - Tham mưu trưởng Hải quân).

## Các trường hợp chưa xác nhận hoặc chưa rõ thời điểm thụ phong
| TT | Họ tên           | Năm sinh-Năm mất | Năm thụ phong | Chức vụ cao nhất                               | Ghi chú                                     |
| -- | ---------------- | ---------------- | ------------- | ---------------------------------------------- | ------------------------------------------- |
|    | Phạm Quang Cận   |                  |               | Tổng Biên tập Tạp chí Quốc phòng toàn dân      | Giải thưởng Hồ Chí Minh 2007 (đồng tác giả) |
|    | Chu Tự Di        | 1928-2010        |               | Chánh Văn phòng Tổng cục Chính trị             | Huân chương Độc lập hạng Ba                 |
|    | Nguyễn Ngọc Thảo |                  |               | Cục trưởng Cục Quân y                          |                                             |
|    | Nguyễn Đức Luyện |                  |               | Giám đốc Học viện Kỹ thuật Quân sự (1997-2008) | Phó Giáo sư, Tiến sĩ, Nhà giáo nhân dân     |
|    | Đặng Vũ Chính    | 1928 - 2022      |               | Tổng cục trưởng Tổng cục II (1994-2002)        |                                             |
|    | Nguyễn Đường     | 1921-?           |               | Cục trưởng Cục Tài chính                       | Ủy viên Ủy ban Kế hoạch Nhà nước            |
|    | Lê Văn Hân       |                  |               | Phó chủ nhiệm Tổng cục Chính trị               |                                             |
|    | Nguyễn Huân      |                  |               | Chánh án Tòa án Quân sự Trung ương             |                                             |
|    | Trần Quang Khánh |                  |               | Chánh Văn phòng Bộ Quốc phòng                  |                                             |
|    | Lê Khoa          |                  |               | Cục trưởng Cục Tài chính                       |                                             |
|    | Nguyễn Tiến Long |                  |               | Phó Tư lệnh Chính trị Quân khu 3               |                                             |
|    | Mai Xuân Tần     |                  |               | Phó Giám đốc Học viện Quân sự Cấp cao          |                                             |
|    | Nguyễn Văn Việt  |                  |               | Chính ủy Trường Sĩ quan Lục quân 1 (2005-2011) |                                             |
|    | Nguyễn Đức Luyện |                  |               | Giám đốc Học viện Kỹ thuật quân sự (1997-2008) |                                             |
|    | Huỳnh Tiền Phong |                  |               | Tư lệnh Quân khu 9 (2000-2007)                 |                                             |